# 愛爾蘭國會大廈

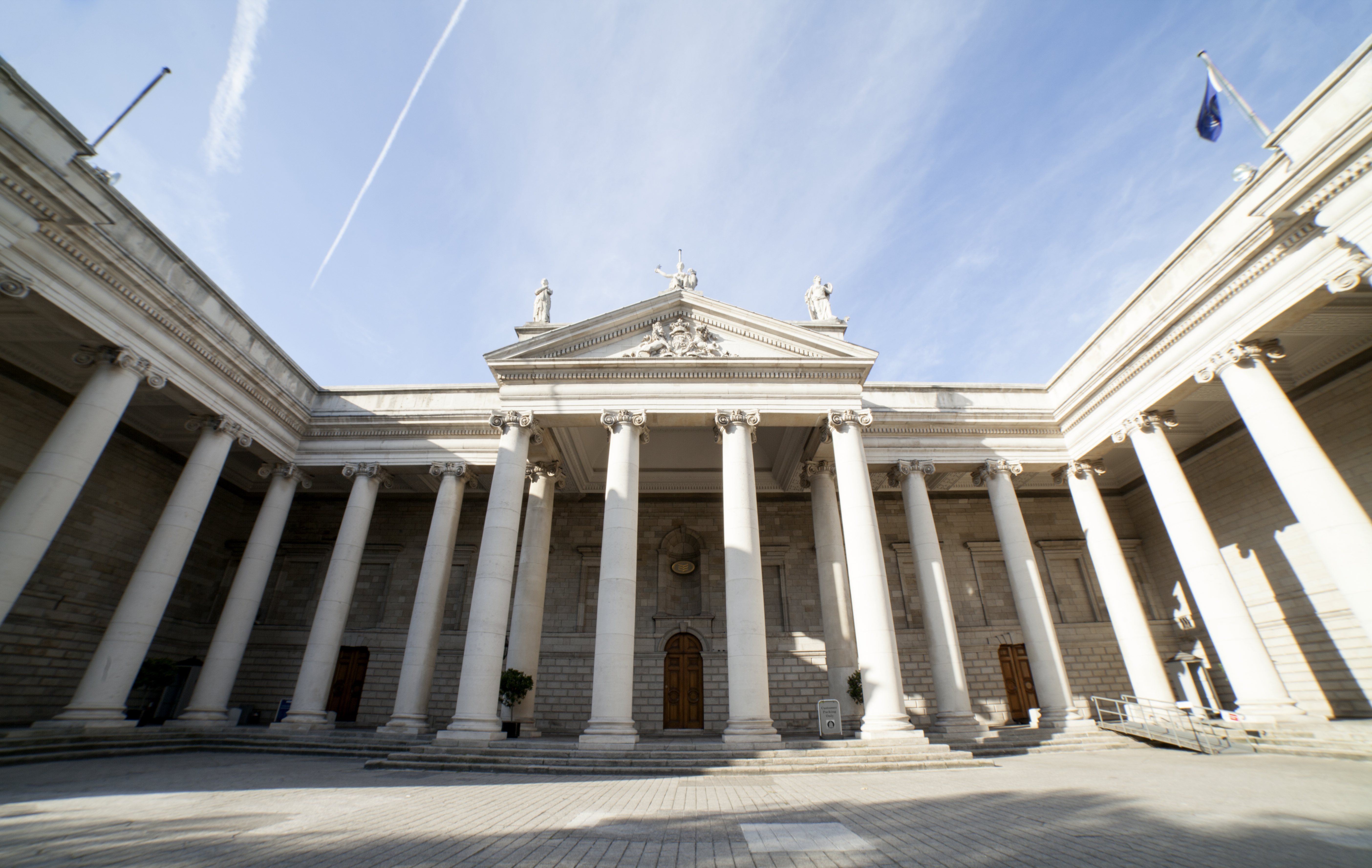
國會大廈主入口

愛爾蘭國會大廈（英語：Irish Houses of Parliament）是愛爾蘭共和國首都都柏林的一座建築，位於學院綠地，在歷史上曾用來作為愛爾蘭國會的辦公場所。1803年之後，愛爾蘭國會大廈被一家銀行收購，至此不再作為國會的辦公場所，而成為銀行的總部大樓。1970年代之後，因銀行搬往它處，國會大廈開始開放給普通民眾參觀。